# La Biolle
La Biolle és un municipi francès situat al departament de la Savoia i a la regió d'Alvèrnia-Roine-Alps. L'any 2007 tenia 2.143 habitants.

## Demografia

### Població
El 2007 la població de fet de La Biolle era de 2.143 persones. Hi havia 764 famílies de les quals 144 eren unipersonals (56 homes vivint sols i 88 dones vivint soles), 200 parelles sense fills, 360 parelles amb fills i 60 famílies monoparentals amb fills.
La població ha evolucionat segons el següent gràfic:
Habitants censats

### Habitatges
El 2007 hi havia 842 habitatges, 766 eren l'habitatge principal de la família, 39 eren segones residències i 37 estaven desocupats. 707 eren cases i 126 eren apartaments. Dels 766 habitatges principals, 601 estaven ocupats pels seus propietaris, 144 estaven llogats i ocupats pels llogaters i 21 estaven cedits a títol gratuït; 4 tenien una cambra, 30 en tenien dues, 103 en tenien tres, 191 en tenien quatre i 438 en tenien cinc o més. 681 habitatges disposaven pel capbaix d'una plaça de pàrquing. A 244 habitatges hi havia un automòbil i a 477 n'hi havia dos o més.

### Piràmide de població
La piràmide de població per edats i sexe el 2009 era:
| Homes | Edats   | Dones |
| ----- | ------- | ----- |
| 0     | 95 o +  | 0     |
| 0     | 90 a 94 | 0     |
| 0     | 85 a 89 | 20    |
| 0     | 80 a 84 | 12    |
| 12    | 75 a 79 | 12    |
| 36    | 70 a 74 | 20    |
| 32    | 65 a 69 | 28    |
| 32    | 60 a 64 | 60    |
| 32    | 55 a 59 | 24    |
| 96    | 50 a 54 | 68    |
| 84    | 45 a 49 | 92    |
| 64    | 40 a 44 | 56    |
| 60    | 35 a 39 | 84    |
| 60    | 30 a 34 | 68    |
| 48    | 25 a 29 | 56    |
| 68    | 20 a 24 | 56    |
| 64    | 15 a 19 | 80    |
| 76    | 10 a 14 | 60    |
| 52    | 5 a 9   | 44    |
| 68    | 0 a 4   | 32    |

## Economia
El 2007 la població en edat de treballar era de 1.429 persones, 1.084 eren actives i 345 eren inactives. De les 1.084 persones actives 1.035 estaven ocupades (537 homes i 498 dones) i 49 estaven aturades (22 homes i 27 dones). De les 345 persones inactives 110 estaven jubilades, 143 estaven estudiant i 92 estaven classificades com a «altres inactius».

### Ingressos
El 2009 a La Biolle hi havia 778 unitats fiscals que integraven 2.159 persones, la mediana anual d'ingressos fiscals per persona era de 19.901 €.

### Activitats econòmiques
Dels 82 establiments que hi havia el 2007, 1 era d'una empresa extractiva, 2 d'empreses alimentàries, 3 d'empreses de fabricació de material elèctric, 6 d'empreses de fabricació d'altres productes industrials, 27 d'empreses de construcció, 11 d'empreses de comerç i reparació d'automòbils, 4 d'empreses de transport, 6 d'empreses d'hostatgeria i restauració, 1 d'una empresa d'informació i comunicació, 1 d'una empresa financera, 2 d'empreses immobiliàries, 9 d'empreses de serveis, 6 d'entitats de l'administració pública i 3 d'empreses classificades com a «altres activitats de serveis».
Dels 32 establiments de servei als particulars que hi havia el 2009, 1 era una oficina de correu, 3 tallers de reparació d'automòbils i de material agrícola, 5 paletes, 7 guixaires pintors, 7 fusteries, 3 lampisteries, 1 electricista, 1 perruqueria, 3 restaurants i 1 agència immobiliària.
Dels 4 establiments comercials que hi havia el 2009, 1 era un supermercat, 2 fleques i 1 una llibreria.
L'any 2000 a La Biolle hi havia 26 explotacions agrícoles que ocupaven un total de 540 hectàrees.

## Equipaments sanitaris i escolars
L'únic equipament sanitari que hi havia el 2009 era una farmàcia.
El 2009 hi havia 1 escola maternal i 1 escola elemental.

## Poblacions més properes
El següent diagrama mostra les poblacions més properes.